# Centrifugaalkoppeling

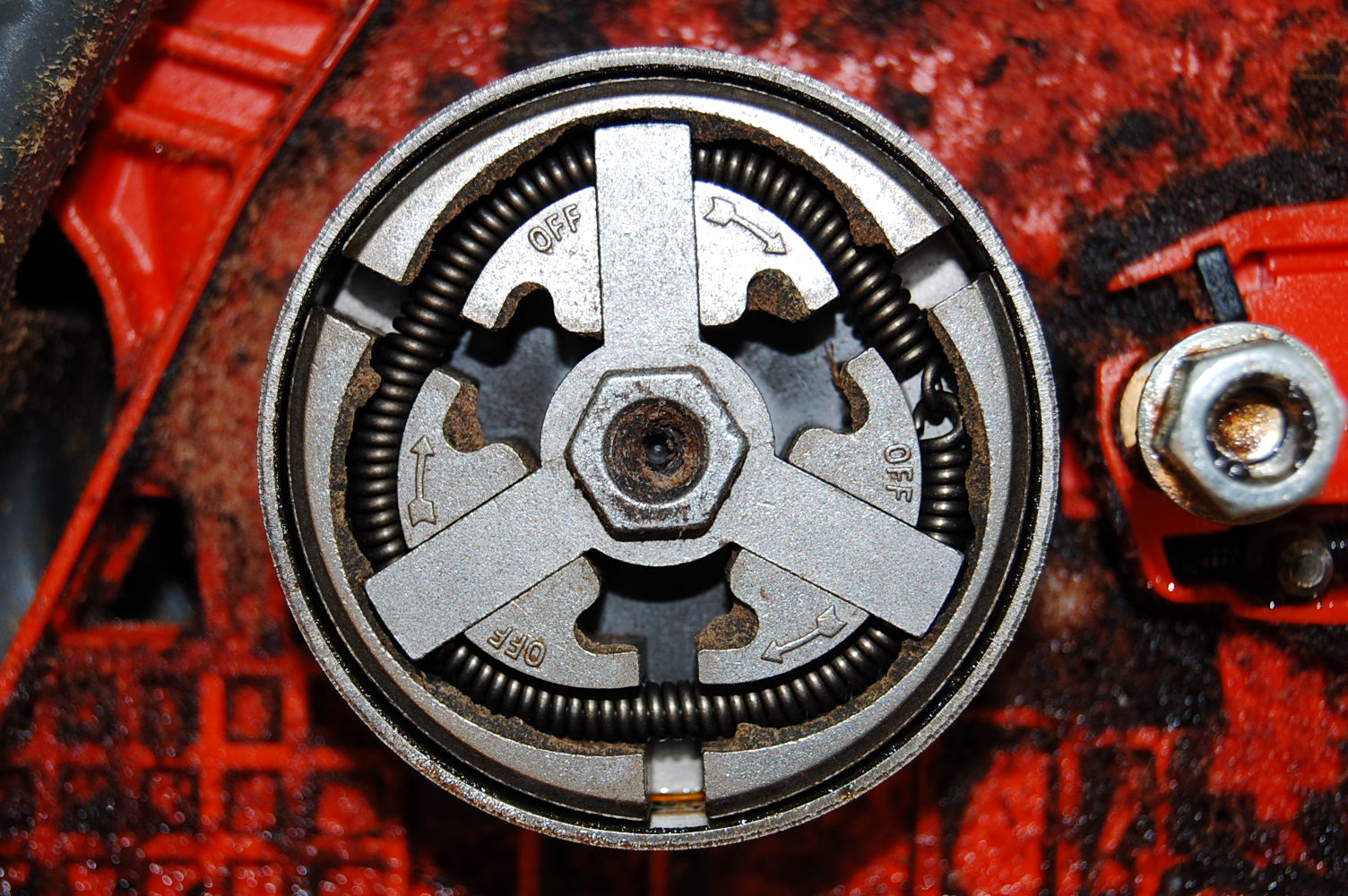
Centrifugaalkoppeling

De centrifugaalkoppeling is een veelgebruikt type koppeling die onder meer wordt toegepast bij motorvoertuigen waarvan de aandrijving automatisch gekoppeld wordt zoals: scooters, quads, bromfietsen, buitenboordmotoren en gemotoriseerd tuingereedschap.
Twee of meer koppelingssegmenten zijn door middel van veren gespannen om een middelpunt (een as). Deze as is altijd direct verbonden met de motor. Wanneer de motor draait, dan draaien de koppelingssegmenten. De segmenten zijn bekleed met materiaal dat een hoge wrijvingsweerstand heeft, eromheen bevindt zich het koppelingshuis. Het koppelingshuis is bevestigd op een as, die in verbinding staat met de aangedreven wielen. Bij een bepaald toerental zorgt de centrifugale kracht ervoor dat koppelingssegmenten naar buiten bewegen en in aanraking komen met het koppelingshuis. Door de wrijving die dan ontstaat, begint het koppelingshuis te draaien, en drijft daarmee het voertuig aan.
Doordat deze koppelingssegmenten (-platen) pas vanaf een bepaald toerental het koppelingshuis raken, kan het voertuig ook zonder te rijden stationair draaien.